# Past to Present 1977–1990
Past to Present 1977 — 1990 — первый сборник американской рок-группы Toto, изданный в 1990 году.

## Об альбоме
Сборник был записан при участии Жана Мишеля Байрона — нового вокалиста группы, который был приглашён в Toto по инициативе компании Sony. С ним музыканты создали четыре новых песни для сборника, среди них «Love Has the Power», «Out of Love», «Can You Hear What I'm Saying» и «Animal». Вокальные партии в них исполнил сам Байрон. По словам членов Toto, Байрон был хорошим вокалистом и музыкантом, но он им не нравился, а также совершенно не подходил для них.
Критик Allmusic положительно принял релиз, хотя и выразил мнение, что Past to Present не является самой лучшей коллекцией хитов для Toto. Помимо композиций Байрона сюда попали «Hold the Line», «Africa», «Rosanna» и «I Won't Hold You Back», входившие в десятку лучших различных хит-парадов. В компиляцию были также включены песни «Georgy Porgy», «99», «I'll Be Over You» и «Pamela», но в нёё не включили «Make Believe», «Stranger in Town» и «Without Your Love», находившиеся в топ-40 музыкальных чартов. Кроме того, диск включает в себя композиции, взятые из альбома The Seventh One. Согласно мнению рецензента Уильяма Рульмана, Байрон не был запоминающимся вокалистом, но проявил себя с эмоциональной стороны лучше, чем его предшественники.

## Список композиций
1. «Love Has the Power»  (Жан Мишель Байрон, Джон Кэпек) — 6:32
2. «Africa» (Дэвид Пейч, Джефф Поркаро) — 4:59
3. «Hold the Line» (Пейч) — 3:56
4. «Out of Love» (Стив Люкатер, Байрон) — 5:55
5. «Georgy Porgy» (Пейч) — 4:08
6. «I'll Be Over You» (Люкатер, Рэнди Гудрам) — 3:50
7. «Can You Hear What I'm Saying» (Пейч, Майк Поркаро, Байрон) — 4:46
8. «Rosanna» (Пейч) — 5:34
9. «I Won't Hold You Back» (Люкатер) — 4:59
10. «Stop Loving You» (Пейч, Люкатер) — 4:28
11. «99» (Пейч) — 5:12
12. «Pamela» (Пейч, Джозеф Уильямс) — 5:12
13. «Animal» (Пейч, Байрон) — 5:01

## Чарты и сертификации
| Страна     | Позиция |
| ---------- | ------- |
| Австрия    | 26      |
| Германия   | 13      |
| Нидерланды | 1       |
| Норвегия   | 9       |
| США        | 153     |
| Швейцария  | 8       |
| Швеция     | 9       |
| Финляндия  | 8       |
| Франция    | 3       |
| Япония     | 28      |

| Год  | Страна    | Организация       | Статус     |
| ---- | --------- | ----------------- | ---------- |
| 1990 | Швеция    | IFPI              | Золотой    |
| 1991 | Германия  | BVMI              | Золотой    |
| 1991 | Франция   | SNEP              | Платиновый |
| 1996 | Финляндия | Musiikkituottajat | Золотой    |
| 1996 | США       | RIAA              | Платиновый |

## Участники записи
| Toto - Жан Мишель Байрон — вокал (дорожки 1, 4, 7, 13), композитор - Стив Люкатер — гитара, вокал (дорожки 5, 6, 8, 9, 11), композитор - Дэвид Пейч — клавишные, вокал (дорожка 2), композитор - Майк Поркаро — бас-гитара, композитор - Джефф Поркаро — ударные, перкуссия, композитор Другие музыканты - Джозеф Уильямс — вокал (дорожки 10, 12), композитор - Стив Поркаро — синтезатор, клавишные - Дэвид Хангейт — бас-гитара - Бобби Кимболл — вокал (дорожки 2, 3, 8) - Ленни Кастро, Джим Келтнер, Джо Поркаро, Майкл Фишер, Луис Конте — перкуссия - Джеймс Пэнкоу, Гэри Грант, Чак Финдли, Эмилио Кастилло, Грег Адамс, Ли Торнбург — валторна - Том Скотт — бэк-вокал, струнные - Марти Пейч — дирижёр - Билл Пэйн — клавишные - Джон Андерсон — бэк-вокал (дорожка 10) - Рэнди Гудрам, Джон Кэпек — композиторы - Шерил Линн — вокал | А также - Филип Ингрем, Сьюзан Бойд, Алекс Браун, Джон Бэлер, Линн Дэвис, Дебби Холл — хор - Грег Ладануи, Джордж Мэссенбург, Джеймс Гатри, Том Нокс — микширование - Дуг Сакс — мастеринг |